# Voleibol nos Jogos Centro-Americanos e do Caribe de 2023 - Feminino
O torneio de voleibol feminino dos Jogos Centro-Americanos e do Caribe de 2023 foi a 19ª edição desta variante organizada pela ODECABE e Comité Olímpico Colombiano, em parceria com a NORCECA  realizado no período de 4 de julho a 8 de julho com as partidas realizadas no Palacio de los Deportes Carlos El Famoso Hernández na capital San Salvador, El Salvador. Oito equipes estiveram participando do torneio.
A Seleção Dominicana conquista seu  sexto título consecutivamente, total de oitos na história da competição, ao vencer na final Porto Rico, completou o pódio Cuba que venceu a disputa pelo bronze diante da Colômbia.A central dominicana Jineiry Martínez foi premiada como a melhor jogadora do torneio, além de ser premiada como a melhor na função.

## Seleções participantes
As seguintes seleções participaram dos Jogos Centro-Americanos e do Caribeː
| Equipe               | Última participação |
| -------------------- | ------------------- |
| El Salvador          | (Sede), 7º em 2002  |
| Colômbia             | 2º em 2018          |
| Costa Rica           | 8º em 2018          |
| Cuba                 | 7º em 2018          |
| México               | 4º em 2018          |
| Porto Rico           | 3º em 2018          |
| República Dominicana | 1º em 2018          |
| Trinidad e Tobago    | 5º em 2018          |

## Formato da disputa
O torneio é dividido em duas fases: fase classificatória e fase final. 
Na fase preliminar as 8 equipes participantes foram divididas em dois grupos de 4 equipes, cada grupo foi jogado com um sistema de todos contra todos e as equipes foram classificadas de acordo com os seguintes critérios:
1. Maior número de partidas ganhas.
2. Maior número de pontos obtidos, que são concedidos da seguinte forma:
  - Partida com resultado final 3-0: 5 pontos para o vencedor e 0 pontos para o perdedor.
  - Partida com resultado final 3-1: 4 pontos para o vencedor e 1 pontos para o perdedor.
  - Partida com resultado final 3-2: 3 pontos para o vencedor e 2 pontos para o perdedor.
3. Proporção entre pontos ganhos e pontos perdidos (razão de pontos).
4. Proporção entre os sets ganhos e os sets perdidos (relação Sets).
5. Se o empate persistir entre duas equipes, a prioridade é dada à equipe que venceu a última partida entre as equipes envolvidas.
6. Se o empate persistir entre três equipes ou mais, uma nova classificação será feita levando-se em conta apenas as partidas entre as equipes envolvidas.

## Fase classificatória
Classificação

## Grupo A
|     |                      |     | Jogos | Jogos | Jogos | Resultados | Resultados | Resultados | Resultados | Resultados | Resultados | Sets | Sets | Sets  | Pontos | Pontos | Pontos |
| Pos | Equipe               | Pts | T     | V     | D     | 3–0        | 3–1        | 3–2        | 2–3        | 1–3        | 0–3        | V    | P    | R     | V      | P      | R      |
| --- | -------------------- | --- | ----- | ----- | ----- | ---------- | ---------- | ---------- | ---------- | ---------- | ---------- | ---- | ---- | ----- | ------ | ------ | ------ |
| 1   | República Dominicana | 14  | 3     | 3     | 0     | 2          | 1          | 0          | 0          | 0          | 0          | 9    | 1    | 9.000 | 247    | 171    | 1.444  |
| 2   | Porto Rico           | 6   | 3     | 2     | 1     | 1          | 1          | 0          | 0          | 1          | 0          | 7    | 4    | 1.750 | 252    | 215    | 1.172  |
| 3   | México               | 3   | 3     | 1     | 2     | 1          | 0          | 0          | 0          | 1          | 1          | 4    | 6    | 0.667 | 213    | 211    | 1.009  |
| 4   | Costa Rica           | 0   | 3     | 0     | 3     | 0          | 0          | 0          | 0          | 0          | 3          | 0    | 9    | 0,000 | 110    | 225    | 0.489  |

Resultados
| Data  | Hora  |                      | Placar |            | Set 1 | Set 2 | Set 3 | Set 4 | Set 5 | Total | Relatório |
| ----- | ----- | -------------------- | ------ | ---------- | ----- | ----- | ----- | ----- | ----- | ----- | --------- |
| 4 jul | 10:30 | Porto Rico           | 3–1    | México     | 25–15 | 25–20 | 21–25 | 25–23 |       | 96–83 | P2P3      |
| 4 jul | 13:30 | República Dominicana | 3–0    | Costa Rica | 25–7  | 25–11 | 25–17 |       |       | 75–35 | P2P3      |
| 5 jul | 13:30 | Porto Rico           | 3–0    | Costa Rica | 25–13 | 25–13 | 25–9  |       |       | 75–35 | P2P3      |
| 5 jul | 17:00 | República Dominicana | 3–0    | México     | 25–23 | 25–19 | 25–13 |       |       | 75–55 | P2P3      |
| 6 jul | 13:30 | México               | 3–0    | Costa Rica | 25–11 | 25–16 | 25–13 |       |       | 75–40 | P2P3      |
| 6 jul | 17:00 | República Dominicana | 3–1    | Porto Rico | 25–19 | 25–16 | 22–25 | 25–21 |       | 97–81 | P2P3      |

## Grupo B
|     |                   |     | Jogos | Jogos | Jogos | Resultados | Resultados | Resultados | Resultados | Resultados | Resultados | Sets | Sets | Sets  | Pontos | Pontos | Pontos |
| Pos | Equipe            | Pts | T     | V     | D     | 3–0        | 3–1        | 3–2        | 2–3        | 1–3        | 0–3        | V    | P    | R     | V      | P      | R      |
| --- | ----------------- | --- | ----- | ----- | ----- | ---------- | ---------- | ---------- | ---------- | ---------- | ---------- | ---- | ---- | ----- | ------ | ------ | ------ |
| 1   | Colômbia          | 14  | 3     | 3     | 0     | 2          | 1          | 0          | 0          | 0          | 0          | 9    | 1    | 9.000 | 244    | 134    | 1.821  |
| 2   | Cuba              | 6   | 3     | 2     | 1     | 2          | 0          | 0          | 0          | 1          | 0          | 7    | 3    | 2.333 | 238    | 179    | 1.330  |
| 3   | El Salvador       | 3   | 3     | 1     | 2     | 1          | 0          | 0          | 0          | 0          | 2          | 3    | 6    | 0.500 | 132    | 211    | 0.626  |
| 4   | Trinidad e Tobago | 0   | 3     | 0     | 3     | 0          | 0          | 0          | 0          | 0          | 3          | 0    | 9    | 0,000 | 135    | 225    | 0.600  |

Resultados
| Data  | Hora  |             | Placar |                   | Set 1 | Set 2 | Set 3 | Set 4 | Set 5 | Total | Relatório |
| ----- | ----- | ----------- | ------ | ----------------- | ----- | ----- | ----- | ----- | ----- | ----- | --------- |
| 4 jul | 17:00 | Colômbia    | 3–1    | Cuba              | 25–21 | 25–18 | 18–25 | 26–24 |       | 94–88 | P2P3      |
| 4 jul | 20:00 | El Salvador | 3–0    | Trinidad e Tobago | 25–17 | 25–23 | 25–21 |       |       | 75–61 | P2P3      |
| 5 jul | 10:30 | Colômbia    | 3–0    | Trinidad e Tobago | 25–9  | 25–9  | 25–6  |       |       | 75–24 | P2P3      |
| 5 jul | 20:00 | El Salvador | 0–3    | Cuba              | 19–25 | 6–25  | 10–25 |       |       | 35–75 | P2P3      |
| 6 jul | 10:30 | Cuba        | 3–0    | Trinidad e Tobago | 25–16 | 25–17 | 25–17 |       |       | 75–50 | P2P3      |
| 6 jul | 20:00 | El Salvador | 0–3    | Colômbia          | 6–25  | 11–25 | 5–25  |       |       | 22–75 | P2P3      |

## Fase final

### Chaveamento final
|  | Semifinais | Semifinais           | Semifinais |  |  | Final    | Final                | Final    |
|  |            |                      |            |  |  |          |                      |          |
|  | A1         | República Dominicana | 3          |  |  |          |                      |          |
|  | B2         | Cuba                 | 0          |  |  |          |                      |          |
|  |            |                      |            |  |  | SF1      | República Dominicana | 3        |
|  |            |                      |            |  |  | SF2      | Porto Rico           | 0        |
|  | B1         | Colômbia             | 1          |  |  |          |                      |          |
|  | A2         | Porto Rico           | 3          |  |  | 3° lugar | 3° lugar             | 3° lugar |
|  |            |                      |            |  |  | SF1      | Cuba                 | 3        |
|  |            |                      |            |  |  | SF2      | Colômbia             | 0        |

### Classificação do 5° ao 8° lugares
| Data  | Hora  |             | Placar |                   | Set 1 | Set 2 | Set 3 | Set 4 | Set 5 | Total | Relatório |
| ----- | ----- | ----------- | ------ | ----------------- | ----- | ----- | ----- | ----- | ----- | ----- | --------- |
| 7 jul | 10:30 | México      | 3–0    | Trinidad e Tobago | 25–15 | 25–18 | 25–22 |       |       | 75–55 | P2P3      |
| 7 jul | 13:30 | El Salvador | 0–3    | Costa Rica        | 13–25 | 18–25 | 14–25 |       |       | 45–75 | P2P3      |

### Semifinais
| Data  | Hora  |                      | Placar |            | Set 1 | Set 2 | Set 3 | Set 4 | Set 5 | Total | Relatório |
| ----- | ----- | -------------------- | ------ | ---------- | ----- | ----- | ----- | ----- | ----- | ----- | --------- |
| 7 jul | 17:00 | República Dominicana | 3–0    | Cuba       | 25–13 | 25–19 | 25–15 |       |       | 75–47 | P2P3      |
| 7 jul | 20:00 | Colômbia             | 1–3    | Porto Rico | 23–25 | 15–25 | 25–8  | 18–25 |       | 81–83 | P2P3      |

### Sétimo lugar
| Data  | Hora  |                   | Placar |             | Set 1 | Set 2 | Set 3 | Set 4 | Set 5 | Total | Relatório |
| ----- | ----- | ----------------- | ------ | ----------- | ----- | ----- | ----- | ----- | ----- | ----- | --------- |
| 6 jul | 10:30 | Trinidad e Tobago | 3–1    | El Salvador | 23–25 | 25–17 | 25–18 | 25–23 |       | 98–83 | P2P3      |

### Quinto lugar
| Data  | Hora  |        | Placar |            | Set 1 | Set 2 | Set 3 | Set 4 | Set 5 | Total | Relatório |
| ----- | ----- | ------ | ------ | ---------- | ----- | ----- | ----- | ----- | ----- | ----- | --------- |
| 8 jul | 11:40 | México | 3–0    | Costa Rica | 25–14 | 25–23 | 25–18 |       |       | 75–55 | P2P3      |

### Terceiro lugar
| Data  | Hora  |      | Placar |          | Set 1 | Set 2 | Set 3 | Set 4 | Set 5 | Total | Relatório |
| ----- | ----- | ---- | ------ | -------- | ----- | ----- | ----- | ----- | ----- | ----- | --------- |
| 8 jul | 17:00 | Cuba | 3–0    | Colômbia | 25–22 | 28–26 | 25–22 |       |       | 78–70 | P2P3      |

### Final
| Data  | Hora  |                      | Placar |            | Set 1 | Set 2 | Set 3 | Set 4 | Set 5 | Total | Relatório |
| ----- | ----- | -------------------- | ------ | ---------- | ----- | ----- | ----- | ----- | ----- | ----- | --------- |
| 8 jul | 16:08 | República Dominicana | 3–0    | Porto Rico | 25–19 | 25–19 | 25–16 |       |       | 75–54 | P2P3      |